# Ente pubblico non economico
Un ente pubblico non economico, nell'ordinamento giuridico italiano, è una persona giuridica di diritto pubblico, disciplinata da norme derogatorie rispetto alle regole di tipo civilistico, caratterizzate dal perseguimento di un interesse pubblico. Gli enti pubblici non economici sono amministrazioni pubbliche, ai sensi del d.lgs. 165/2001.
A partire dall'emanazione della legge 20 marzo 1975, n. 70 , molti di essi sono stati soppressi oppure trasformati in associazioni e fondazioni, come ad esempio nell'ambito del cosiddetto parastato.

## Caratteristiche
Tale categoria, che risulta assai variegata e atipica, contiene esempi diversificati, sottoposti anche a discipline diverse, il che rende difficile darne una definizione esaustiva. Per questo motivo la giurisprudenza ha elaborato una serie di indici di riconoscimento che permettono di identificare la natura di questi enti:
- perseguimento di fini pubblici
- titolarità di poteri autoritativi
- istituzione da parte dello Stato o di altri Enti Pubblici
- percezione di contributi pubblici
- assoggettamento al controllo di pubblici poteri

## Rapporti con la politica
Per quanto riguarda i rapporti con la politica, si caratterizzano per la grande autonomia, funzionale e di indirizzo, anche se il governo, o i singoli ministri, hanno di solito potere di nomina rispetto agli organi di vertice di tali enti (esclusi quelli associativi e gli ordini professionali) e mantengono un potere di vigilanza e controllo.